# Polßen
Polßen è una frazione del comune tedesco di Gramzow.

## Storia
Il comune di Polßen venne aggregato il 31 dicembre 2001 al comune di Gramzow.